# Politique au Kenya
Le Kenya est une république multipartite à régime présidentiel, où le président est à la fois chef de l’État et chef du gouvernement. Le pouvoir exécutif national est aux mains du gouvernement tandis que le pouvoir législatif national est partagé entre le gouvernement et l’Assemblée nationale. Le pouvoir judiciaire est indépendant des deux premiers.

## Pouvoir exécutif

### Exécutif national
| Fonction       | Nom                  | Parti                           | Depuis            |
| -------------- | -------------------- | ------------------------------- | ----------------- |
| Président      | William Ruto         | United Democratic Alliance (en) | 13 septembre 2022 |
| Vice-président | Kithure Kindiki (en) | United Democratic Alliance      | 1er novembre 2024 |

Le président est élu par le peuple pour un mandat de cinq ans. Pour être élu, un candidat doit non seulement remporter la majorité absolue, mais également au moins 25 % des voix dans au moins la moitié des comtés (Counties).
Si l'une des deux conditions n'est pas respectée, un deuxième tour est établi dans les trente jours, entre les deux candidats ayant obtenu les meilleurs scores.
Le président nomme le vice-président et les ministres parmi les élus de l’Assemblée nationale. Le président nomme, avec l'approbation de l'Assemblée nationale, le procureur général (Attorney General) et le président de la Cour suprême (Chief Justice) ; ces derniers sont élus pour un mandat de 10 ans non renouvelable.
Le rôle du procureur général est l'assistance juridique et la défense en justice des intérêts de l'État.
Le rôle du président de la Cour suprême, en tant que président de la Commission justice (Judicial Service Commission), est de veiller à ce que tous les actes commis par les pouvoirs exécutifs et législatifs soient conformes à la Constitution.
La fonction de Premier ministre, créée le 13 avril 2008 pour sortir le pays des violences postélectorales de 2007-2008, est supprimée depuis le 9 avril 2013, date de la prestation de serment du 1er président élu après les résultats définitifs de l'élection présidentielle du 4 mars 2013. Cette suppression est prévue par la Constitution de 2010.

#### Ministères
De quarante-deux ministères et secrétariats d’État sous la présidence de Mwai Kibaki, leur nombre est passé à dix-huit ministères sous la présidence d'Uhuru Kenyatta :
- ministère de l'Intérieur et de la Coordination du gouvernement national ;
- ministère des Dévolutions et du Plan ;
- ministère de la Défense nationale ;
- ministère des Affaires étrangères ;
- ministère de l’Éducation, des Sciences et des Technologies ;
- ministère des Finances ;
- ministère de la Santé ;
- ministère du Transport et des Infrastructures ;
- ministère de l'Environnement, de l'Eau et des Ressources naturelles ;
- ministère du Territoire, du Logement et du Développement urbain ;
- ministère des Technologies de l'information et de la communication ;
- ministère des Sports, de la Culture et des Arts ;
- ministère du Travail, de la Sécurité sociale et des Services publics ;
- ministère de l’Énergie et du Pétrole ;
- ministère de l'Agriculture, de l’Élevage et de la Pêche ;
- ministère de l'Industrie et du Développement des entreprises ;
- ministère du Commerce et du Tourisme ;
- ministère des Mines.

### Exécutifs locaux
Le pays est divisé en 47 comtés semi-autonomes (Counties) par rapport au gouvernement central. Ces entités peuvent lever des impôts ou adopter des règlements locaux (par ex. : urbanisme, police) pour autant que leur décision ne soit pas contraire ni à la Constitution ni aux Lois de l'État.
L'autorité exécutive de chaque comté comporte un gouverneur, un vice-gouverneur plus un maximum de dix membres élus pour un mandat de cinq ans. Le gouverneur et le vice-gouverneur sont élus à la majorité relative par le corps électoral du comté, les autres membres sont nommés par le gouverneur avec l'approbation de l'Assemblée locale.

## Pouvoir législatif

### Parlement national
Avant les élections législatives du 4 mars 2013
Le Parlement national comporte une seule chambre qui est l’Assemblée nationale ou Bunge composée de 224 membres, élus pour un mandat de cinq ans, dont 210 sont des élus directs issus des circonscriptions à siège unique, 12 sont nommés par les partis politiques et proportionnellement à leur représentation et 2 membres ex officio, à savoir le président (Speaker) et le procureur général (Attorney General). Le président actuel est Justin Bedan Njoka Muturi.
Depuis les élections législatives du 4 mars 2013
Le Parlement national est constitué de deux chambres dont les membres sont élus pour un mandat de cinq ans :

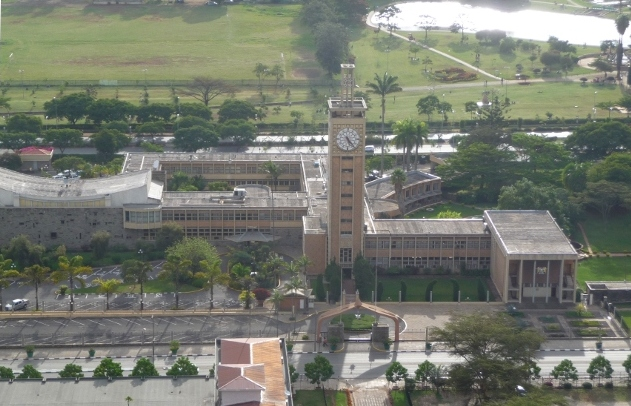
Le bâtiment de l'Assemblée nationale

- L'Assemblée nationale est composée de 350 membres issus des 290 circonscriptions électorales (Constituencies) et des 47 comtés (Counties) que compte le pays ainsi que du procureur général de la République et d'un greffier.
  - 290 député(e)s élu(e)s direct(e)s, 1 par circonscription électorale[C 1] dont 1 vice-président (Deputy Speaker), élu par et parmi ceux-ci ;
  - 47 députées élues directes, 1 par comté[C 2] ;
  - 12 nommés par les partis politiques de la majorité et proportionnellement à leur représentation[C 3] ;
  - 1 président (Speaker) ex officio, élu parmi les 290 élus directs des circonscriptions électorales[C 4].

À ceux-ci, s'ajoute, en tant que membre ex officio représentant le gouvernement, le procureur général (Attorney General), élu par le président de la république avec l'accord de l'Assemblée nationale.

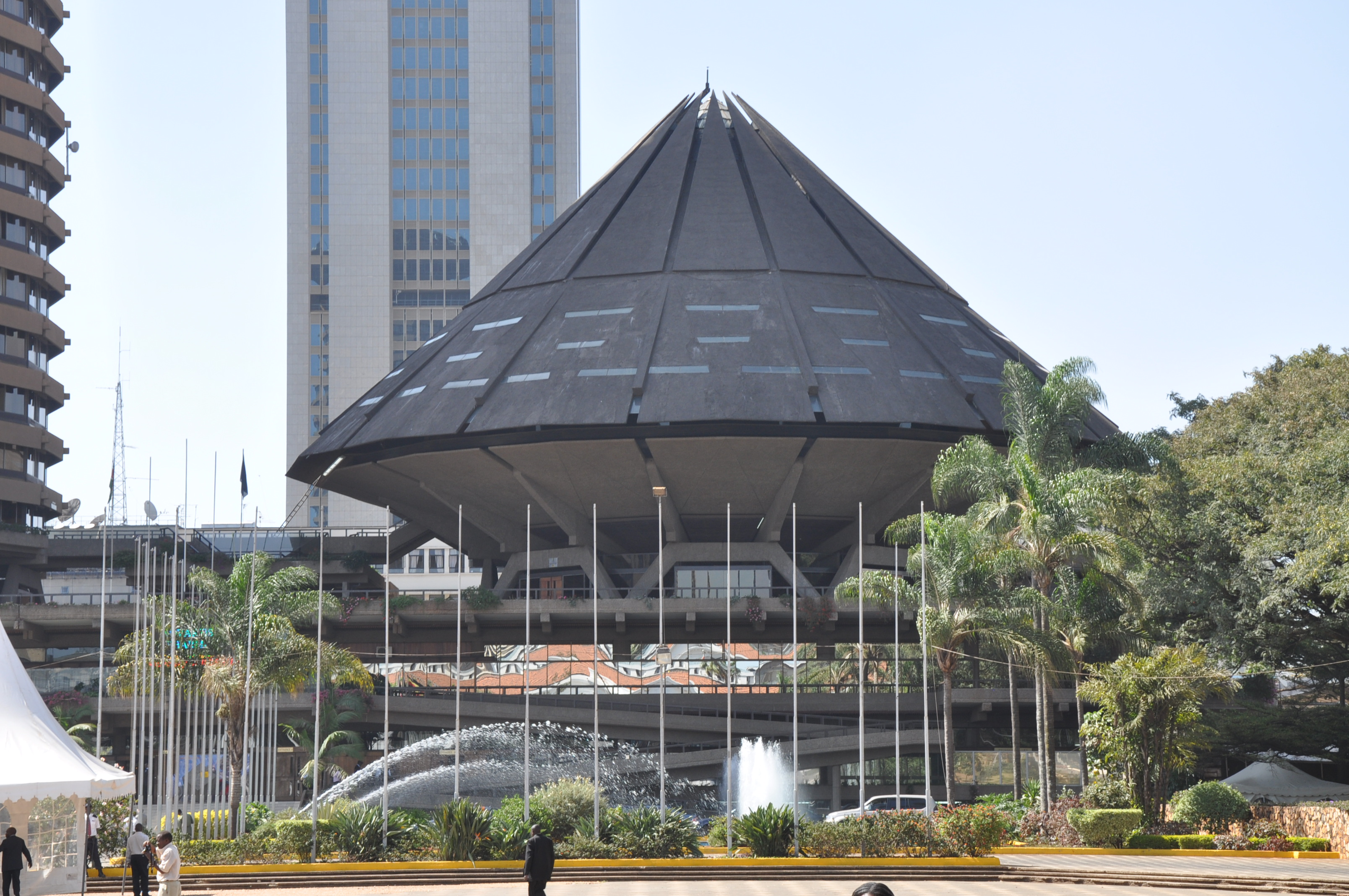
Le bâtiment du Sénat

- Le Sénat est composé de 68 membres issus des 47 comtés (Counties) que compte le pays.
  - 48 élus directs :
    - 47 élus directs, soit 1 par comté[C 5] dont 1 vice-président, élu par et parmi ceux-ci,
    - 1 Président ex officio élu par et parmi les élus directs[C 6] ;

  - 20 élus par les élus directs :
    - 16 femmes nommées par les partis politiques et proportionnellement à leur représentation parmi les élus directs[C 7],
    - 2 personnes (1 homme et 1 femme) représentantes des intérêts des enfants et des jeunes[C 8],
    - 2 personnes (1 homme et 1 femme) représentantes des intérêts des personnes handicapées[C 9].

### Parlements locaux
Chaque comté possède sa propre Assemblée composée de membres élus pour un mandat de cinq ans :
- 1 Président ex officio ;
- autant d'élus que le comté compte de subdivisions municipales (Ward). Si le nombre d'élus (hormis le président) est inférieur à 25, il est porté à 25.

## Pouvoir judiciaire
L'indépendance du pouvoir judiciaire vis-à-vis des deux autres niveaux de pouvoir est garantie par la Commission justice (Judicial Service Commission). Composée de cinq magistrats, du procureur général (Attorney General), de deux avocats, d'un membre de la Commission justice et de deux personnes de la société civile, elle est présidée par la présidente de la Cour suprême qui est, depuis mai 2021, Martha Koome. Celle-ci est la garante du respect de la Constitution par les pouvoirs exécutifs et législatifs.

## Situation politique
La réforme de 1997 assouplit certaines lois héritées de la période coloniale et qui limitaient la liberté de parole et de rassemblement. Les élections qui suivirent, en décembre de la même année, sont considérées comme fiables et transparentes par les observateurs locaux et internationaux, tout comme celles de 2002 qui virent l’accession de Mwai Kibaki à la fonction présidentielle après une campagne fondée sur l’encouragement de la croissance économique, l’amélioration de l’éducation, le combat de la corruption et l’introduction d’une nouvelle constitution dont un projet fut publié par le Prof. Ghai sous le régime Moi. Tandis que les deux premiers points de la campagne sont un succès, la révision de la constitution a pris du retard et la lutte contre la corruption s’est avérée catastrophique. Le gouvernement se montra incapable d’enquêter sur le scandale Anglo-Leasing, à la suite de quoi le [ministre] anti-corruption John Githongo présenta sa démission et des pays bailleurs de fonds, en particulier la Grande-Bretagne, émirent des critiques sévères.
Des dissensions au sein du gouvernement de coalition ralentissent la révision de la constitution. Tandis que le NAK, allié au président Kibaki, soutient un système présidentiel centralisé, le LDP, qui dispose d’une représentation moindre, soutient un système parlementaire fédéral.